# Chodnów
Chodnów – wieś w Polsce położona w województwie łódzkim, w powiecie rawskim, w gminie Biała Rawska. 
Wieś wspominana w 1450 r. jako Chodnowo.
Na terenie wsi działa OSP Chodnów. Istnieje Szkoła Podstawowa im. Jerzego Popiełuszki. Na skraju wsi pozostałości cmentarza ewangelickiego z XIX-XX w.
W latach 1975–1998 miejscowość administracyjnie należała do województwa skierniewickiego.